# Rich-Field-Teleskop
Ein Rich-Field-Teleskop (oder Großfeld-Teleskop) bezeichnet ein Teleskop in kurzer Bauweise mit einem Öffnungsverhältnis ab f/6 und meist einem Weitwinkelokular. Es wird überwiegend zur Deep-Sky-Beobachtung verwendet, um großflächige Objekte (Galaxiengruppen, Nebel usw.) als Ganzes sehen zu können.
Die visuelle Flächenhelligkeit ist umso besser, je näher die Austrittspupille dem Pupillendurchmesser des dunkeladaptierten Auges (etwa 6–7 mm) entspricht. Der Nachteil einer geringeren Schärfe bei hohen Vergrößerungen bzw. einer unvollständigen Farbkorrektur, die insbesondere bei Beobachtungen von Objekten des Sonnensystems stören, können dabei in Kauf genommen werden.
Sowohl einfache Achromat-Teleskope als auch lichtstarke Ferngläser (z. B. 7x50) eignen sich als Rich-Field-Teleskope. Die häufiger angebotenen Feldstecher 10x50 oder das frühere Standardglas 8x30 eignen sich weniger.
Siehe auch: Kometensucher